# Rindö

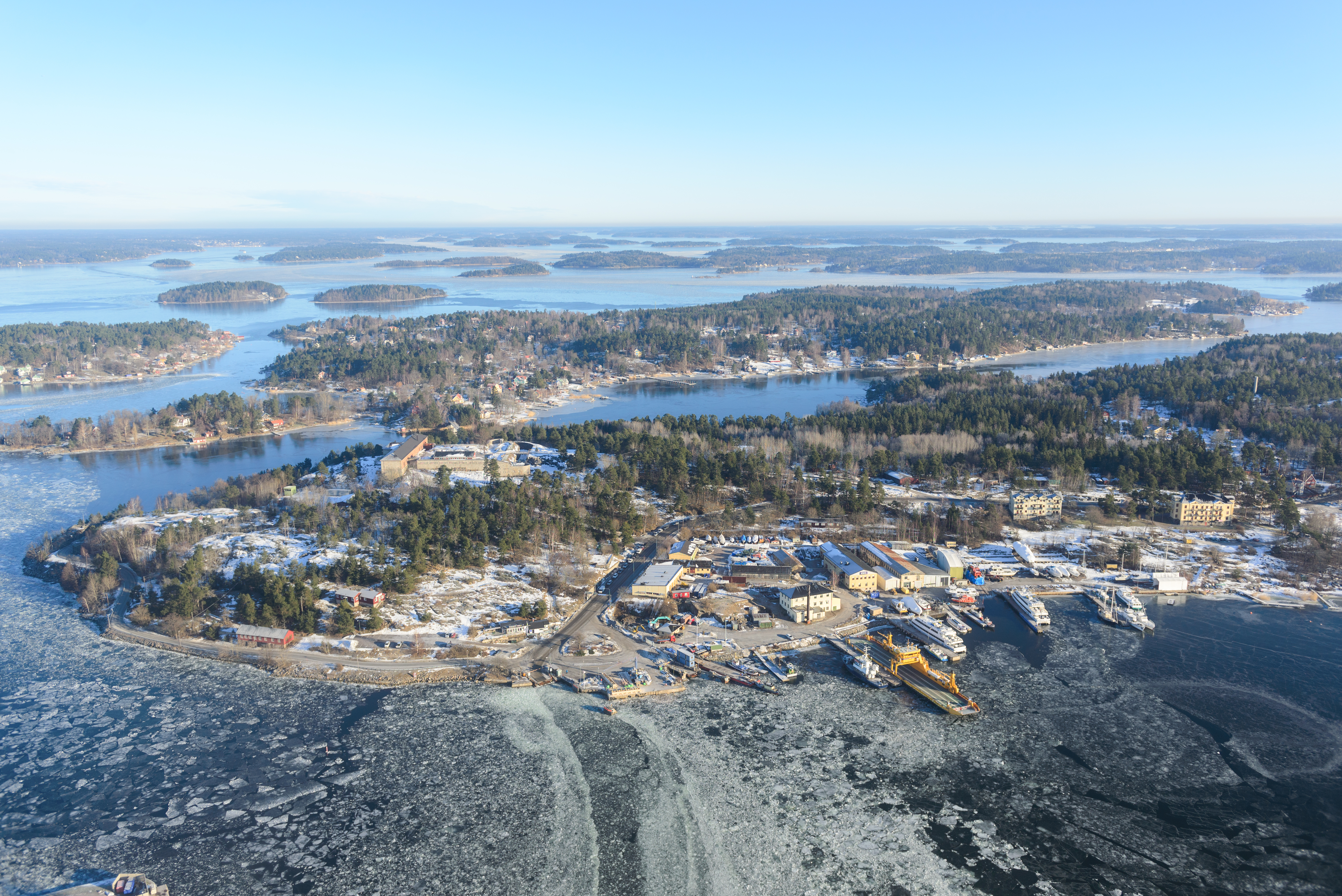
Västra Rindö med Skarpö i bakgrunden.

Rindö är en ö i Stockholms skärgård utanför Vaxholm. Ön är ca 5 km lång och 1,2 km bred och har en yta av 4,46 km². Över Rindö leder länsväg 274, med vägfärjeförbindelser till Vaxholm i väster (Vaxholmsleden) och  Värmdö (Oxdjupsleden) i öster. En busslinje (SL) går tvärs över ön och förbinder färjelägena. Vissa bussar går till/från centrala Vaxholm och kör således ombord på Vaxholmsledsfärjan. Broförbindelse finns till Skarpö. På Rindö finns en tätort Rindö och småorten Rindöby. På Rindö fanns också ett välkänt taxifik med mat, tobak och spel samt ett vandrarhem.

## Historik
Ön har i alla tider varit viktig ur försvarshistorisk synpunkt, med befästningar sedan Gustav Vasas dagar. På Rindös östra sida hittar man försvarsverken Byviksfortet och Oskar-Fredriksborgs befästning som anlades för bevakning av Oxdjupet. På öns västra sida ligger försvarsverken Rindö redutt med tillhörande 12:e batteriet som anlades för att komplettera Vaxholms kastell i försvaret av Stockholms inlopp via Kodjupet och Norra Vaxholmsfjärden.
Rindö hyste fram till hösten 2005 regementet Första amfibieregementet (Amf 1), som tidigare hette Vaxholms kustartilleriregemente (KA 1). Åren 1902–1927 var även Vaxholms grenadjärregemente (I 26) förlagda till ön.

## Framtidsplaner

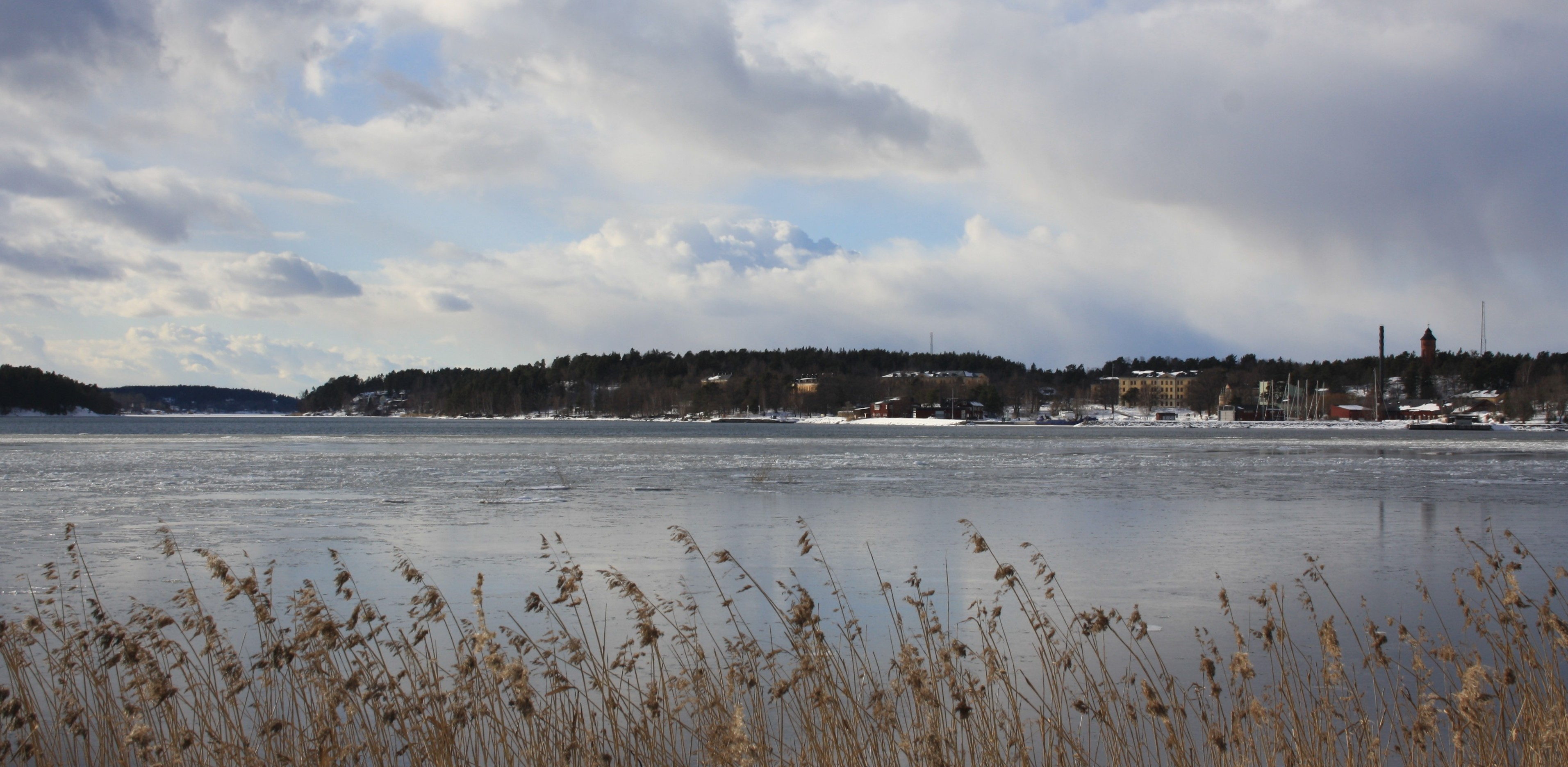
Rindö, vy över Solöfjärden från Värmdö i mars 2010.

Vaxholms kommun och Vasallen AB planlägger nu[när?] dels nya bostads- och verksamhetsområden, dels ombyggnad av befintliga försvarsbyggnader runt om på Rindö och Skarpö. Rindö skall bli den första "riktiga sjöstaden" i Stockholms skärgård. Trafikverket är också inblandat i planerna på en ny lösning på färjeförbindelserna Vaxholm-Rindö och Rindö-Värmdö. Den nya bebyggelsen på Rindö och Skarpö beräknas vara färdigställd i sin helhet år 2030.